# Barichneumon curticornis
Barichneumon curticornis là một loài tò vò trong họ Ichneumonidae.